# Arsarúnia

Armênia em 150. Airarate situa-se mais ao centro

Arsarúnia (em latim: Arsarunia; em armênio: Արշարունիք, Aršarunik’[a]), chamado Axorne (Աշորնեկ, Ašornek’; აშორნია, Ašornia) na Idade Média, segundo a Geografia de Ananias de Siracena (século VII), foi um gavar (cantão) da província de Airarate, na Armênia.

## Geografia
Arsarúnia compreendia uma área de 1 125 quilômetros quadrados que ocupava o principal desfiladeiro da garganta do Araxes. Em seu território estava Eruandaxata, capital da Armênia sob a dinastia orôntida, o ostano (território) dessa cidade, e as fortalezas de Bagarana e Artogerassa.

## História
Arsarúnia originalmente era referido como "planície de Araxena" (Αναξηνοῦ πεδίον, Anaxēnoũ pedíon; Երասխաջոր, Erasχaǰor, lit. "vale do Araxes"). Era o território ancestral da família Camsaracano, também chamados Arxaruni. Em 591, com a concessão de vastas porções da Armênia ao imperador Maurício (r. 582–602) pelo xainxá Cosroes II (r. 590–628), foi incorporado na recém-fundada província da Armênia Inferior. Asócio IV Bagratúnio, usando o tumulto no Califado Abássida com a morte do califa Harune Arraxide (r. 786–809) e a subsequente Quarta Fitna (811–813), expandiu consideravelmente seus domínios e autoridade ao derrotar duas vezes Jaafe dos jaáfidas em Taraunitis e Arsarúnia e adquirir Taraunitis, Arsarúnia e Siracena.